# 佐藤正午
佐藤 正午（さとう しょうご、本名：佐藤 謙隆、1955年8月25日 -　）は、日本の小説家。

## 経歴
長崎県佐世保市生まれ。長崎県立佐世保北高等学校卒業、北海道大学文学部国文科中退。大学在学中、同郷の作家野呂邦暢の『諫早菖蒲日記』（1977年）を読んで感銘を受け、ファンレターを書いて返事をもらったのをきっかけに小説を書き始める。1979年に大学中退後は佐世保に戻り、1983年に2年がかりで書き上げた長編小説『永遠の1/2』（えいえんのにぶんのいち）がすばる文学賞を受賞し作家デビュー。筆名の「正午」は、アマチュア時代に佐世保市内の消防署が正午に鳴らすサイレンの音を聞いて、小説書きにとりかかるという習慣から思いついたという。
その他の代表作は『リボルバー』（1985年）、『個人教授』（1988年、山本周五郎賞候補作）、『彼女について知ることのすべて』（1995年）、『Y』（1998年）、『ジャンプ』（2000年）、『身の上話』（2009年）などで、『Y』と『ジャンプ』はベストセラーとなった。2015年、『鳩の撃退法』で山田風太郎賞受賞。2017年、『月の満ち欠け』で第157回直木賞受賞。
競輪を長年の趣味としており、『永遠の1/2』や短編集『きみは誤解している』、競輪についてのコラム集『side B』等々、競輪を題材にした作品もいくつも出版されている。

## 著書

### 小説

#### 長編
- 永遠の1/2（1984年1月 集英社 / 1986年5月 集英社文庫 / 2013年11月 集英社電子書籍 / 2016年10月 小学館文庫 / 2024年10月 小学館オーディオブック）
- 王様の結婚（1984年12月 集英社 / 1987年7月 集英社文庫 / 2013年11月 集英社電子書籍） - 短編小説「青い傘」併録。
- リボルバー（1985年11月 集英社 / 1988年4月 集英社文庫 / 2007年12月 光文社文庫 / 2013年11月 集英社電子書籍）
- ビコーズ（1986年4月 光文社 / 1988年5月 光文社文庫 / 2018年7月 光文社文庫【新装版】）
- 恋を数えて（1987年2月 講談社 / 1990年4月 講談社文庫 / 2001年11月 角川文庫）
- 童貞物語（1987年3月 集英社 / 1990年5月 集英社文庫）
- 個人教授（1988年12月 角川書店 / 1991年9月 角川文庫 / 2002年3月 角川文庫 / 2017年9月 角川書店電子書籍）
- 放蕩記（1991年8月 講談社 / 1998年2月 ハルキ文庫 / 2008年10月 光文社文庫）
- 彼女について知ることのすべて（1995年7月 集英社 / 1999年1月 集英社文庫 / 2007年11月 光文社文庫 / 2013年11月 集英社電子書籍 / 2024年5月 光文社文庫【新装版】）
- 取り扱い注意（1996年12月 角川書店 / 2001年7月 角川文庫）
- Y（1998年10月 角川春樹事務所 / 2001年5月 ハルキ文庫 / 2024年10月 角川文庫 / 2024年10月 角川書店電子書籍）
- ジャンプ（2000年9月 光文社 / 2002年10月 光文社文庫 / 2024年3月 光文社文庫【新装版】）
- 5（2007年1月 角川書店 / 2010年1月 角川文庫 / 2017年9月 角川書店電子書籍）
- アンダーリポート（2007年12月 集英社 / 2011年1月 集英社文庫）
  - 【改題・加筆】アンダーリポート/ブルー（2015年9月 小学館文庫 / 2015年9月 小学館電子書籍 / 2024年10月 小学館オーディオブック） - 後日譚が描かれた短編小説「ブルー」を併録した完全版。
- 幼なじみ（2009年2月 岩波書店） - 文庫版の短編集『花のようなひと』に併録。
- 身の上話（2009年7月 光文社 / 2011年11月 光文社文庫 / 2024年4月 光文社文庫【新装版】）
- 鳩の撃退法【上・下】（2014年11月 小学館 / 2018年1月 小学館文庫 / 2018年1月 小学館電子書籍 / 2021年8月 小学館オーディオブック）
- 月の満ち欠け（2017年4月 岩波書店）
  - 【改題】岩波文庫的 月の満ち欠け（2019年10月 岩波書店） - 文庫本は岩波文庫のパロディ装丁で、厳密には「文庫サイズの単行本」であり、岩波文庫や岩波現代文庫の目録には収録されていない[11]。
- 冬に子供が生まれる（2024年1月 小学館 / 2024年1月 小学館電子書籍 / 2024年9月 小学館オーディオブック）

#### 短編集
- 女について（1988年4月 講談社）
  - 【改題】恋売ります（1991年4月 講談社文庫）
    - 【再改題】女について（2001年4月 光文社文庫）
- 夏の情婦（1988年12月 集英社 / 1993年3月 集英社文庫 / 2017年8月 小学館文庫 / 2017年8月 小学館電子書籍 / 2024年6月 小学館オーディオブック）
- 人参倶楽部（1991年4月 集英社 / 1997年1月 集英社文庫 / 2012年12月 光文社文庫）
- スペインの雨（1993年5月 集英社 / 2001年9月 光文社文庫）
- バニシングポイント（1997年3月 集英社 / 2000年2月 集英社文庫）
  - 【改題】事の次第（2011年9月 小学館文庫 / 2013年1月 小学館電子書籍 / 2024年7月 小学館オーディオブック）
- カップルズ（1999年1月 集英社 / 2002年1月 集英社文庫 / 2013年1月 小学館文庫 / 2013年3月 小学館電子書籍 / 2024年7月 小学館オーディオブック）
- きみは誤解している（2000年5月 岩波書店 / 2003年10月 集英社文庫 / 2012年3月 小学館文庫 / 2013年2月 小学館電子書籍 / 2024年6月 小学館オーディオブック）
- 花のようなひと（2005年9月 岩波書店 / 2017年8月 岩波現代文庫） - 文庫本は長編「幼なじみ」を併録。
- ダンスホール（2011年6月 光文社 / 2013年11月 光文社文庫）

### エッセイ・その他
- 私の犬まで愛してほしい（1989年6月 集英社文庫）
- ありのすさび（2001年1月 岩波書店 / 2007年3月 光文社文庫）
- 象を洗う（2001年12月 岩波書店 / 2008年4月 光文社文庫）
- side B（2002年12月 小学館 / 2007年7月 小学館文庫 / 2012年12月 小学館電子書籍）
- 豚を盗む（2005年2月 岩波書店 / 2009年3月 光文社文庫）
- 小説の読み書き（2006年6月 岩波新書）
- 正午派（2009年11月 小学館）
  - 正午派2025（2025年1月 小学館文庫 / 2025年1月 小学館電子書籍） - 増補版として新たに編纂された文庫オリジナル版。
- 書くインタビュー【1・2】（2015年6月 小学館文庫 / 2015年6月 小学館電子書籍） - インタビュー読本（聞き手：伊藤ことこ、東根ユミ）
- 小説家の四季（2016年2月 岩波書店）
  - 【分冊】小説家の四季 1988-2002（2022年11月 岩波現代文庫）
  - 【分冊】小説家の四季 2007-2015（2022年12月 岩波現代文庫）
- 書くインタビュー【3】（2017年5月 小学館文庫 / 2017年5月 小学館電子書籍）
- 書くインタビュー【4】（2021年9月 小学館文庫 / 2021年9月 小学館電子書籍）
- 書くインタビュー【5】（2022年11月 小学館文庫 / 2022年11月 小学館電子書籍）
- 書くインタビュー【6】（2023年12月 小学館文庫 / 2023年12月 小学館電子書籍）
- かなりいいかげんな略歴　エッセイ・コレクションⅠ（2024年7月 岩波書店）
- 佐世保で考えたこと　エッセイ・コレクションⅡ（2024年8月 岩波書店）
- つまらないものですが。　エッセイ・コレクションⅢ（2024年9月 岩波書店）

### アンソロジー
「」内が佐藤正午の作品
- リエゾン―6つの恋の物語（1988年7月 主婦の友社）「糸切歯」
- 十七粒の媚薬（1989年4月 マガジンハウス / 1993年7月 角川文庫）「震える女」
- 賭博師たち（1995年7月 角川書店 / 1997年11月 角川文庫）「きみは誤解している」
- 人の物語（2001年7月 角川書店）「愛の力を敬え」
- 動詞的人生（2003年12月 岩波書店）※エッセイアンソロジー「賭ける」
- Love Stories（2004年1月 水曜社）「イアリング」
- 秘密。―私と私のあいだの十二話（2005年3月 ダ・ヴィンチブックス文庫）「ニラタマA」「ニラタマB」
- オトナの片思い（2007年8月 角川春樹事務所 / 2009年5月 ハルキ文庫）「真心」
- まるまる、フルーツ おいしい文藝（2016年8月 河出書房新社）※エッセイアンソロジー「リンゴのおいしい食べ方」
- 短編伝説 めぐりあい（2017年8月 集英社文庫）「恋人」

## 映像化作品

### 映画
- 永遠の1/2（1987年11月21日公開、配給：東宝、監督：根岸吉太郎、主演：時任三郎）
- リボルバー（1988年10月22日公開、配給：シネ・ロッポニカ、監督：藤田敏八、主演：沢田研二）
- ジャンプ（2004年5月8日公開、配給：シネカノン、監督：竹下昌男、主演：原田泰造）
- 彼女について知ることのすべて（2012年5月19日公開、配給：キングレコード、監督：井土紀州、主演：笹峯愛）
- 鳩の撃退法（2021年8月27日公開、配給：松竹、監督：タカハタ秀太、主演：藤原竜也）[12]
- 月の満ち欠け（2022年12月2日公開、配給：松竹、監督：廣木隆一、主演：大泉洋）[13]

### テレビドラマ
- 書店員ミチルの身の上話（原作『身の上話』、2013年1月8日 - 3月12日、全10話、NHK「よる★ドラ」枠、主演：戸田恵梨香）[14]